# Граф ходов коня
В теории графов графом ходов коня называется граф, изображающий все возможные ходы коня на шахматной доске — каждая вершина соответствует клетке на доске, а рёбра соответствуют возможным ходам.
Для графа ходов коня на доске размера {\displaystyle n\times m} число вершин равняется {\displaystyle nm}. Для доски {\displaystyle n\times n} число вершин равняется {\displaystyle n^{2}}, а число рёбер равняется {\displaystyle 4(n-2)(n-1)}.
Нахождение гамильтонова пути для графа ходов коня — это задача об обходе доски конём. Теорема Швенка (Schwenk) даёт размеры шахматных досок, для которых возможен обход конём.